# Distretto di Napoli
Il distretto di Napoli fu una delle suddivisioni amministrative del Regno delle Due Sicilie, subordinate alla provincia di Napoli, soppressa nel 1860.

## Istituzione e soppressione
Fu costituito con la legge 132 del 1806 Sulla divisione ed amministrazione delle province del Regno, varata l'8 agosto di quell'anno da Giuseppe Bonaparte; venne in seguito confermato nella riorganizzazione del 1811. L'ente fu soppresso in seguito all'annessione al Regno di Sardegna del 1860.

## Suddivisione in circondari
Il distretto era suddiviso in successivi livelli amministrativi gerarchicamente dipendenti dal precedente. Al livello immediatamente successivo, infatti, individuiamo i circondari, che, a loro volta, erano costituiti dai comuni, l'unità di base della struttura politico-amministrativa dello Stato moderno. Ai questi ultimi potevano far capo i casali, centri a carattere prevalentemente rurale. I circondari del distretto di Napoli erano suddivisi in due gruppi:
Circondari Urbani
- Circondario di San Ferdinando:
San Ferdinando;
- Circondario di Chiaja:
Chiaja, Fuorigrotta e Posillipo;
- Circondario di Montecalvario:
Montecalvario;
- Circondario di San Giuseppe:
San Giuseppe;
- Circondario di Porto:
Porto;
- Circondario di Pendino:
Pendino;
- Circondario di Mercato:
Mercato;
- Circondario di Vicaria:
Vicaria;
- Circondario di San Lorenzo:
San Lorenzo;
- Circondario di San Carlo all'Arena:
San Carlo all'Arena, Capodimonte, Marianella e Miano[4];
- Circondario di Stella:
Stella;
- Circondario di Avvocata:
Avvocata, Antignano, Arenella e Vomero

Circondari del Suburbio
- Circondario di Barra:
Barra, Ponticelli, San Giovanni a Teduccio e San Giorgio a Cremano;
- Circondario di Portici:
Portici e Resina;
- Circondario di Torre del Greco:
Torre del Greco;
- Circondario di Somma:
Somma;
- Circondario di Sant'Anastasia:
Sant'Anastasia, Massa di Somma, Pollena (con il casale di Trocchia) e San Sebastiano.